# Lebendorf

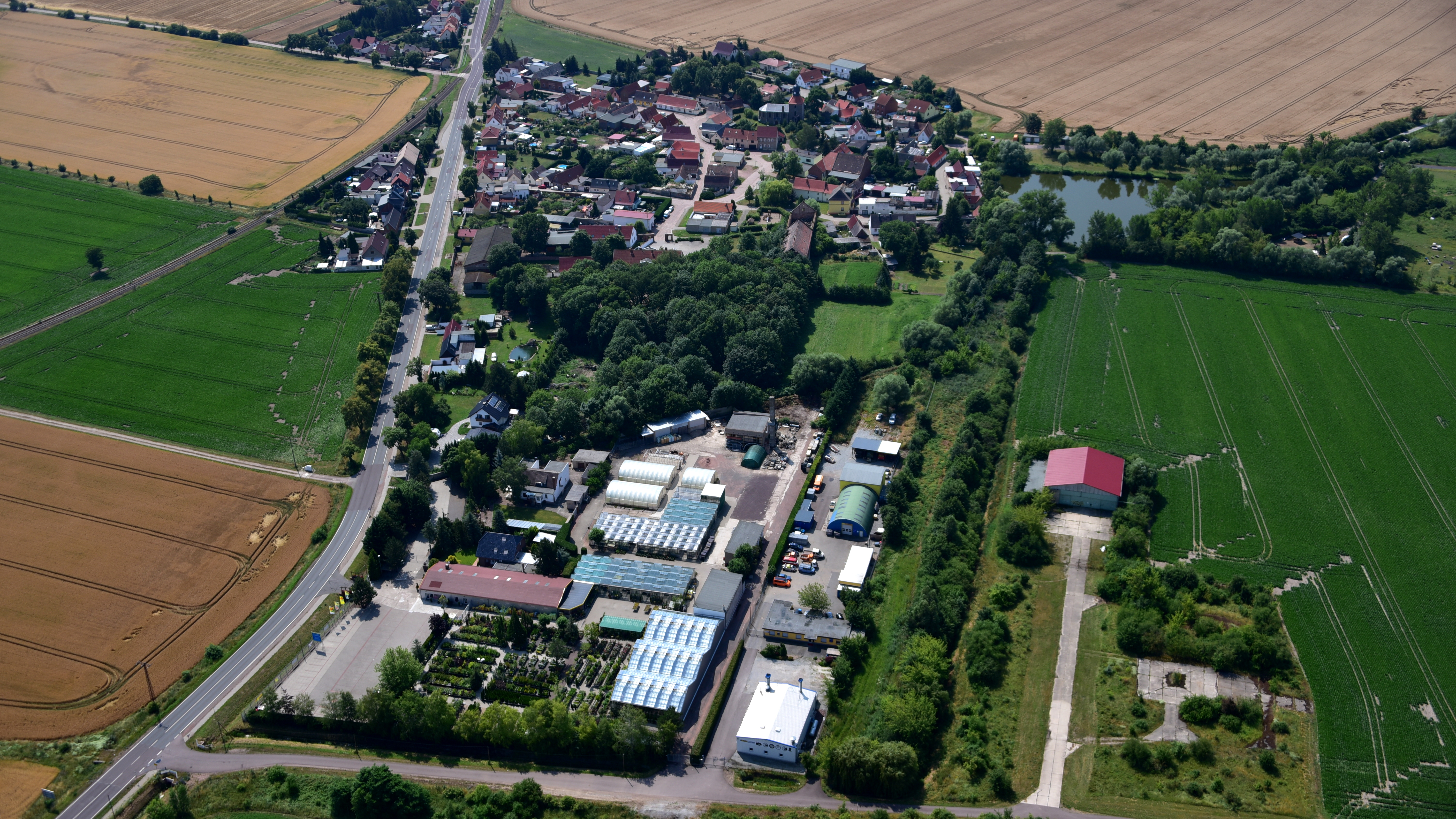
Bebitz, Luftaufnahme (2017)

Lebendorf ist eine Ortschaft und ein Ortsteil der Stadt Könnern in Sachsen-Anhalt. Lebendorf hat etwa 450 Einwohner und wurde zum 1. Januar 2003 nach Könnern eingemeindet. Zu Lebendorf gehören weiterhin die Ortsteile Bebitz und Trebitz.

## Geografie
Der Ort liegt im südlichen Salzlandkreis, in südöstlicher Richtung ca. 10 km von Bernburg, ca. 33 km von Halle (Saale) in nordwestlicher Richtung entfernt. Im Osten fließt der westliche Zweig der Fuhne am Ort vorbei. Die Gemarkungsgröße beträgt 1104 ha, davon werden 978 ha landwirtschaftlich genutzt.

## Geschichte
1178 wurde der Ort Lebendorf (früher auch: Lependorf), der wesentlich älter ist, erstmals urkundlich in einer Lehensurkunde des Bistums Merseburg erwähnt. Das Dorf lag an der Grenze zum Fürstentum Anhalt. Im Jahr 1522 erwarb Lorenz von Krosigk, Herr der Grafschaft Alsleben, den Ort Beesen und vereinigte das dortige Rittergut u. a. mit den Orten Lependorf (Lebendorf), Bebitz und Trewitz (Trebitz). Die drei Orte blieben bis zur Erbteilung im Jahr 1671 beim Rittergut Beesen derer von Krosigk, danach gehörten sie zu Neu-Beesen. Die Landeshoheit über die drei Orte hatte das Erzstift Magdeburg inne, zu dessen Saalkreis sie gehörten. Mit dem Anfall des Erzstifts Magdeburg an Brandenburg-Preußen wurden 1680 die Kurfürsten von Brandenburg (ab 1701 Könige in/von Preußen) neue Landesherren des nun Herzogtum Magdeburg genannten Gebiets. Die Beesener Linie der Herren von Krosigk musste 1720 Neu-Beesen und 1737 Alt-Beesen mit allem Besitz an den König von Preußen verkaufen. Aus dem Krosigkschen Besitz zu Beesen entstand das königlich-preußische Amt Beesen, zu dem Lependorf, Bebitz und Trebitz seitdem gehörten.
Mit dem Frieden von Tilsit wurden Lependorf, Bebitz und Trebitz im Jahr 1807 dem Königreich Westphalen angegliedert und dem Distrikt Halle im Departement der Saale zugeordnet. Sie gehörten zum Kanton Cönnern. Nach der Niederlage Napoleons und dem Ende des Königreichs Westphalen befreiten die verbündeten Gegner Napoleons Anfang Oktober 1813 den Saalkreis. Bei der politischen Neuordnung nach dem Wiener Kongress 1815 wurden Lebendorf, Bebitz und Trebitz im Jahr 1816 dem Regierungsbezirk Merseburg der preußischen Provinz Sachsen angeschlossen und dem Saalkreis zugeordnet.
Zum 20. Juli 1950 wurden Bebitz und Trebitz bei Könnern nach Lebendorf eingemeindet und vorher wechselten sie am 15. Juni 1950 in den Landkreis Bernburg. Lebendorf wiederum wurde am 1. Januar 2003 nach Könnern eingemeindet und bildet seitdem die Ortschaft Lebendorf mit den drei Ortsteilen Lebendorf, Bebitz und Trebitz.
Bebitz besitzt einen Haltepunkt (früher: Bahnhof) an der Bahnstrecke Könnern–Baalberge. Von 1905 bis 1966 (Personenverkehr) beziehungsweise 1994 (Güterverkehr) verband außerdem eine Kleinbahn Bebitz mit Alsleben (Saale).

## Vereine
Im Heimatverein Lebendorf, dem Lebendorfer Musikverein und der Freiwilligen Feuerwehr Lebendorf sind viele Einwohner des Ortes aktiv. 